# Doom Days (álbum)
Doom Days (estilizado como "DOOM D∆YS") é o terceiro álbum de estúdio da banda pop indie britânica Bastille, lançado em 14 de junho de 2019 pela Virgin EMI Records. Foi precedido pelo lançamento dos quatro singles "Quarter Past Midnight", "Doom Days", "Joy" e "These Nights", e seguido por "Another Place". "These Nights" estreou no Beats 1 com Zane Lowe em 4 de junho de 2019. A banda tocou em festivais de música no Reino Unido e em toda a Europa de maio a agosto de 2019 em apoio ao álbum.
Doom Days é o terceiro álbum de estúdio da banda britânica de indie pop Bastille, lançado em 14 de junho de 2019 pela gravadora Virgin Records. O álbum foi precedido pelo lançamento dos quatro singles "Quarter Past Midnight", "Doom Days", "Joy" e "Those Nights" respectivamente.

## Conceito
Doom Days é descrito como um álbum conceitual, sobre uma "colorida" noite em uma festa, bem como a "importância do escapismo, de esperança e da preciosidade de laços de amizades". A festa foi adicionalmente descrita tendo uma atmosfera de "caos turbulento e emocionante" e "euforia, descuido e uma pequena dose de loucura".

## Recepção
No Metacritic, Doom Days recebeu uma pontuação total de 73 de 100 de oito críticas, indicando recepção "geralmente favorável". Em uma crítica positiva, Rhian Daly do NME afirmou que ''Doom Days é um instante vívido da humanidade e um nivelamento imaginativo e aventureiro de uma das bandas mais influentes do Reino Unido."

## Lista de faixas
Em 02 de maio de 2019, Bastille revelou os nomes das faixas da Edição Completa do álbum através do website Doom Days Society, onde a banda revelou a ordem das faixas com um pequeno vídeo introdutório.
Todas as faixas foram escritas por Dan Smith.

### Doom Days
| Versão Padrão |                         |         |  |
| N.º           | Título                  | Duração |  |
| 1.            | "Quarter Past Midnight" | 3:19    |  |
| 2.            | "Bad Decisions"         | 3:09    |  |
| 3.            | "The Waves"             | 4:00    |  |
| 4.            | "Divide"                | 3:52    |  |
| 5.            | "Million Pieces"        | 4:11    |  |
| 6.            | "Doom Days"             | 2:18    |  |
| 7.            | "Nocturnal Creatures"   | 3:52    |  |
| 8.            | "4AM"                   | 4:07    |  |
| 9.            | "Another Place"         | 3:31    |  |
| 10.           | "Those Nights"          | 4:30    |  |
| 11.           | "Joy"                   | 3:12    |  |

| Faixas bônus da Edição Target |                                                              |         |  |
| N.º                           | Título                                                       | Duração |  |
| 12.                           | "When I Watch the World Burn All I Think About Is You(Demo)" | 3:12    |  |
| 13.                           | "Easy Days(Demo)"                                            | 2:53    |  |